# Errore di sensibilità
L'errore di sensibilità è l'errore di risoluzione che una persona può fare quando il valore fornito in una misurazione è situato tra due suddivisioni successive della scala graduata dello strumento. È una delle tipologie di errore in cui si incorre nella misura di una grandezza fisica.   

## Stima del valore vero della grandezza
Se la sensibilità di uno strumento di misura non è sufficiente ad apprezzare le fluttuazioni della grandezza da misurare dovute ad errori casuali, può accadere che nel ripetere la misurazione si trovi sempre lo stesso valore. 
In tal caso si assume come misura del valore vero della grandezza il valore letto sullo strumento, e come incertezza di misura la semiampiezza dell'intervallo minimo che lo strumento può apprezzare.